# Smashmouth Offense
Die Smashmouth Offense (von engl. ugs. smash mouth = „auf den Mund schlagen“) ist eine Strategie der Offense im American Football. Hierbei wird das Laufspiel betont.

## Beschreibung

Bei der Smashmouth Offense wird oft die I-Formation verwendet. Hierbei übergibt der Quarterback (QB) den Football an den Halfback (HB), für den Fullback (FB) mit Hilfe der Offensive Line (LT, LG, C, RG, RT) und des Tight Ends (TE) einen Laufweg freiblockt.

Der Grundgedanke einer Smashmouth Offense ist es, durch viele Läufe der Runningbacks, assistiert durch die Offensive Line und blockenden Tight Ends, die gegnerische Defense „den Football mitten in den Mund zu rammen“, d. h. mürbe zu spielen. Es wird ausgenutzt, dass bei einem Laufspielzug ein geringeres Risiko auf einen Ballverlust als bei einem Wurfspielzug besteht, sie auch bei schlechtem Wetter effektiv ist und das angreifende Team viel Zeit von der Spieluhr nehmen kann. Dies ist besonders zu Ende eines Spiels wichtig, wenn das Team in Ballbesitz die Uhr herunter spielen will. Eine wirkungsvolle Smashmouth Offense ist extrem anstrengend zu verteidigen und kann das Gegnerteam demoralisieren, wenn man wiederholt mit simplen Läufen durch die Mitte ein erstes Down erzielt. Nachteil ist, dass die Smashmouth Offense wenig Überraschungsmomente bietet, was den Raumgewinn einschränkt, und von einem Team mit einer guten Laufverteidigung schnell neutralisiert werden kann.
Bei der Smashmouth Offense wird häufig die I-Formation mit zwei Runningbacks verwendet, von denen einer den Ball trägt (Halfback) und der andere für ihn blockt (Fullback). Hierbei übergibt der Quarterback den Ball an den Halfback, während der Fullback, die Offensive Line und der Tight End ihm einen Laufweg freiblocken.

## Geschichte
In der Frühzeit des Footballs war die Smashmouth Offense die dominierende Angriffstaktik, da damals viel öfter Laufspielzüge als Passspielzüge durchgeführt wurden. Starke Runningbacks und gute Blocker (d. h. Offensive Line sowie Tight Ends) waren damals für den Erfolg unentbehrlich. Erfolgreiche Teams, die diese Strategie fuhren, waren u. a. die Cleveland Browns mit den dominanten Runningbacks Jim Brown und Marion Motley oder die Green Bay Packers unter Vince Lombardi, dessen „Packer Sweep“ kaum zu stoppen war. Dies änderte sich erst ab den 1980er-Jahren, als innovative Coaches wie Bill Walsh und Don Coryell wurfintensive Taktiken wie die West Coast Offense populär machten. Dennoch ist die Fähigkeit, eine effektive Smashmouth Offense fahren zu können, bis heute begehrt.
Die Smashmouth Offense ist im englischen Sprachgebrauch so verankert, dass smashmouth laut Merriam-Webster’s Collegiate Dictionary als Synonym für „mit brutaler Gewalt und ohne Finesse“ (brute force without finesse) gilt.